# Liste von Bergwerken in Gelsenkirchen

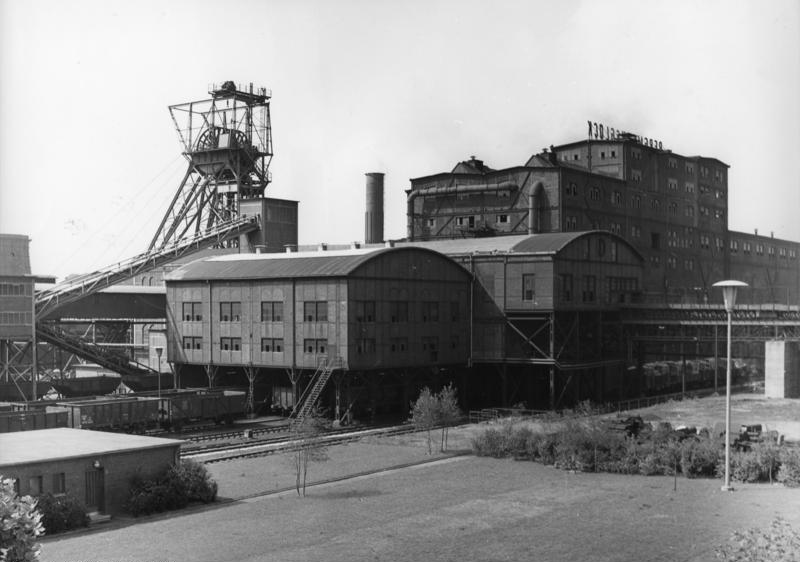
Zeche Bergmannsglück, Gelsenkirchen-Buer, 1959

Die Liste von Bergwerken in Gelsenkirchen umfasst die stillgelegten Bergwerke in Gelsenkirchen, Ruhrgebiet. Sie zählen zum Rheinisch-Westfälischen Kohlenrevier. 

## Geschichte
Die Geschichte des Bergbaus in Gelsenkirchen währte etwa 140 Jahre. 1868 wurde die Zeche Graf Bismarck gegründet. 2008 stellte die Zeche Westerholt als letztes Gelsenkirchener Bergwerk seine Förderung ein.

## Liste
Die Zeitpunkte bedeuten ggf. auch den Verleih der Rechte, Beginn der Teufe, bzw. Verfüllung und Abriss bis zur endgültigen Schließung. Ggf. standen die Anlagen auch zwischenzeitlich still. 
| Name                              | Stadt und Ortsteil | Beginn | Ende                  | Anmerkungen                           |
| --------------------------------- | ------------------ | ------ | --------------------- | ------------------------------------- |
| Zeche Alma                        | Ückendorf          | 1872   | Ende der 1970er Jahre |                                       |
| Zeche Bergmannsglück              | Hassel             | 1905   | 1961                  |                                       |
| Zeche Blücher I                   | Horst              | 1859   | 1866                  | Konsolidation zu Zeche Essen-Arenberg |
| Zeche Consolidation               | Bismarck           | 1865   | 1993                  |                                       |
| Zeche Dahlbusch                   | Rotthausen         | 1860   | 1966                  |                                       |
| Zeche Ewald Schacht 3 und 4       | Herten             | 1895   | 1998                  |                                       |
| Zeche Graf Bismarck               | Schalke und Erle   | 1873   | 1966                  |                                       |
| Zeche Hibernia                    | Neustadt           | 1858   | 1925                  |                                       |
| Zeche Holland Schacht 1 und 2     | Ückendorf          |        | 1988                  |                                       |
| Zeche Hugo                        | Buer               | 1875   | 1997                  |                                       |
| Bergwerk Lippe                    | Hassel             | 1998   | 2008                  |                                       |
| Zeche Nordstern                   | Horst              | 1868   | 1993                  |                                       |
| Zeche Rheinelbe                   | Ückendorf          | 1861   | 1878                  |                                       |
| Zeche Vereinigte Rheinelbe & Alma | Ückendorf          | 1878   | 1928                  |                                       |
| Zeche Scholven                    | Scholven           | 1911   | 1963                  |                                       |
| Zeche Westerholt                  | Hassel             | 1910   | 2008                  |                                       |
| Zeche Wilhelmine Victoria         | Heßler             | 1855   | 1960                  |                                       |